# Olschana
Olschana (ukrainisch Ольшана; russisch Ольшана) ist ein Dorf im Süden der ukrainischen Oblast Tschernihiw mit etwa 500 Einwohnern.

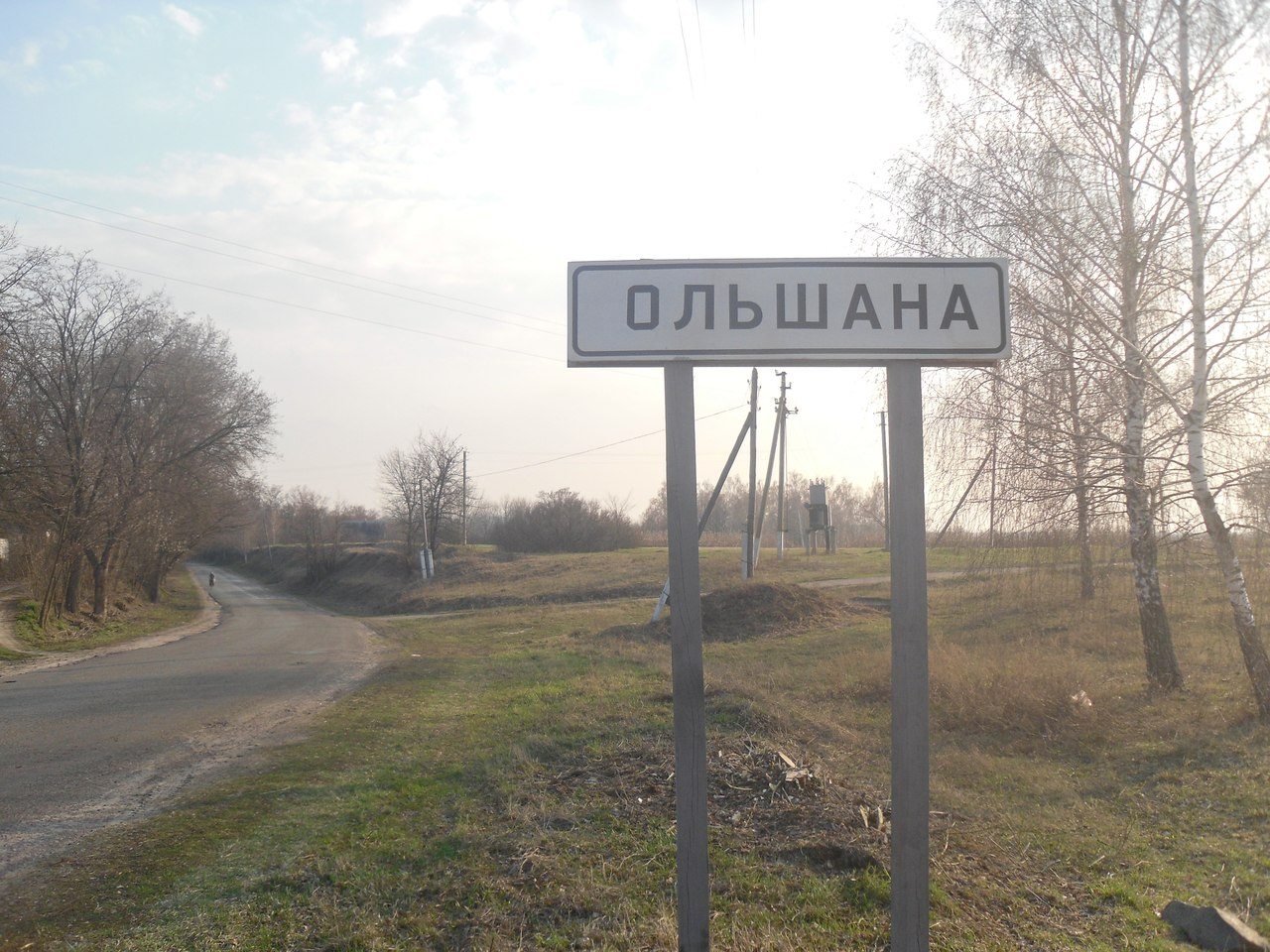
Blick auf die Ortseinfahrt

Das Dorf wurde in der ersten Hälfte des 17. Jahrhunderts zum ersten Mal schriftlich erwähnt und liegt am Fluss Wilschanka (Вільшанка), 16 Kilometer nördlich der Rajonshauptstadt Pryluky und 118 Kilometer südöstlich der Oblasthauptstadt Tschernihiw.

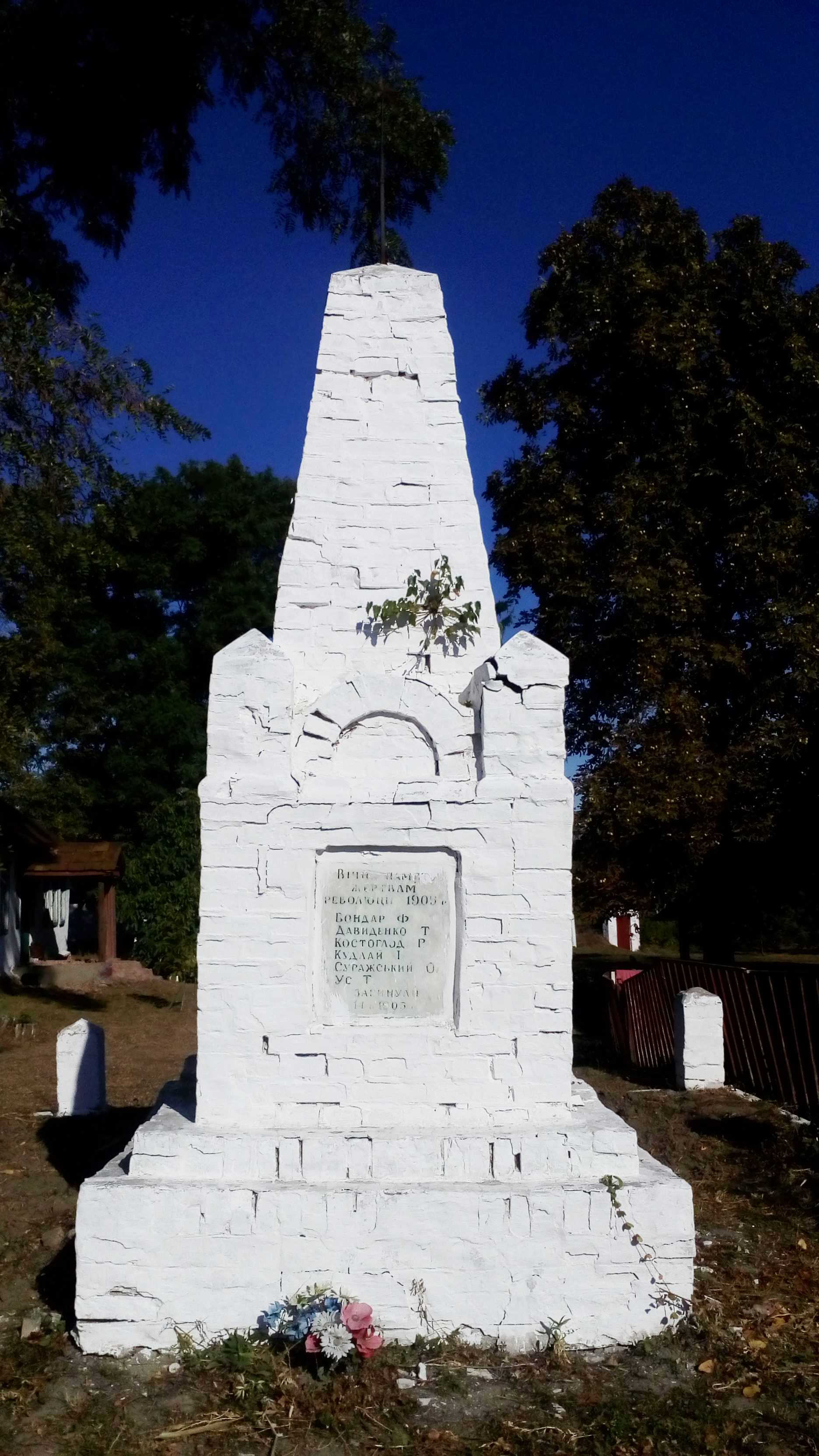
Denkmal im Ort

Zwischen 1962 und dem 7. Juni 2007 trug der Ort den Namen Wilschana (Вільшана).
Am 23. Februar 2017 wurde das Dorf ein Teil der neugegründeten Stadtgemeinde Itschnja, bis dahin bildete es zusammen mit den Dörfern Nowa Olschana (Нова Ольшана) und Tarassiwka (Тарасівка) die gleichnamige Landratsgemeinde Olschana (Ольшанська сільська рада/Olschanska silska rada) im Süden des Rajons Itschnja.
Am 17. Juli 2020 kam es im Zuge einer großen Rajonsreform zum Anschluss des Rajonsgebietes an den Rajon Pryluky.